# Танец Залонго

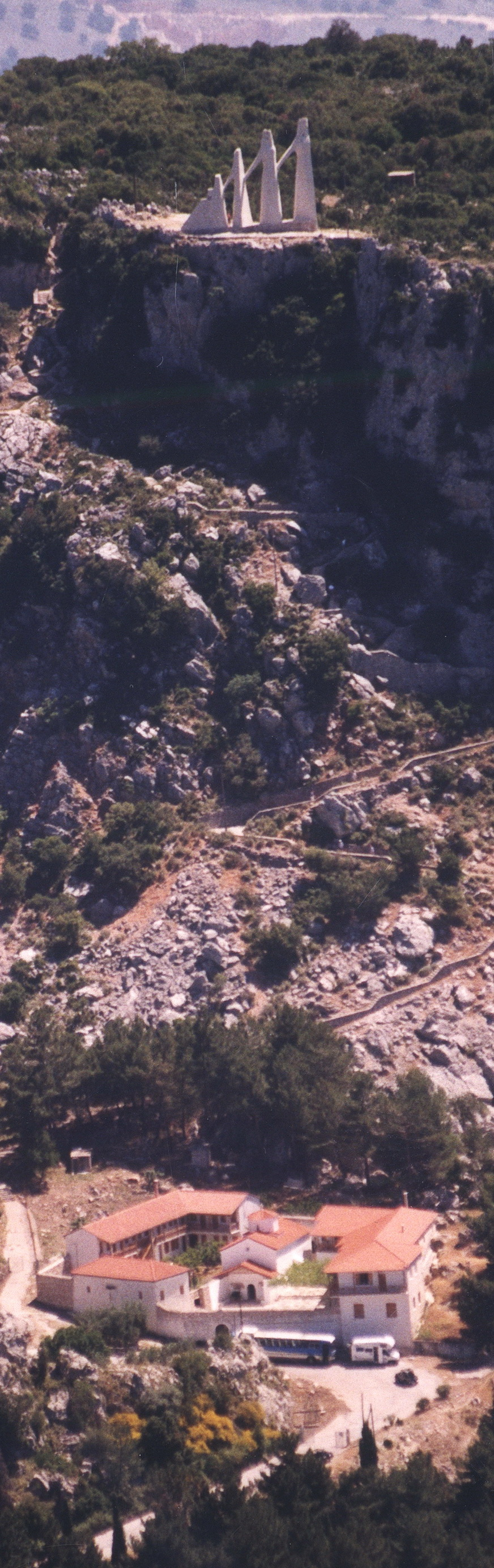
Вид на монумент (скульптор Й. Зонголопулос, архитектор П. Карадинос) и монастырь Залонгу

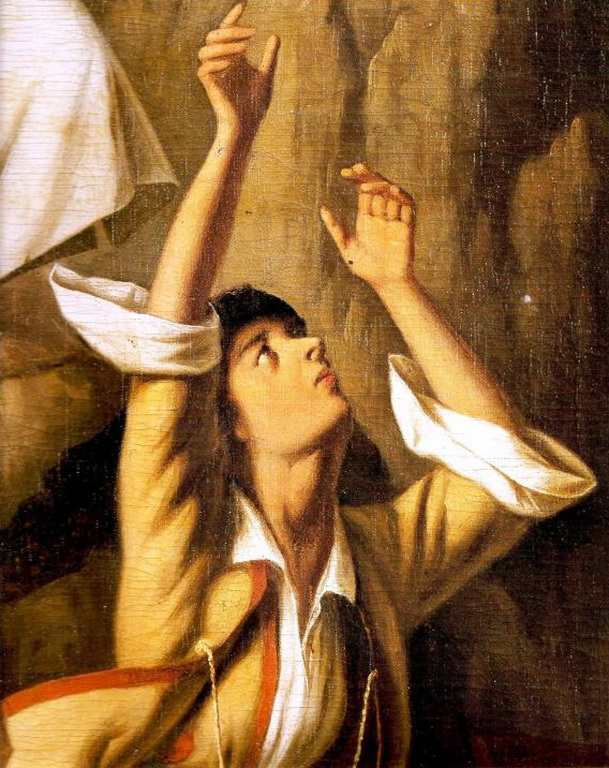
Танец Залонго. Андреас Вранас

Танец Залонго (греч. Χορός του Ζαλόγγου) — эпизод войн сулиотов с османами. Является значительным событием в коллективной памяти греческого народа и известен каждому греческому школьнику.
Является также темой картин ряда европейских художников XIX и XX веков и произведений литературы.

## История события
3-й поход Али-паши против сулиотов начался в 1800 году и длился три года. Ни непрерывные атаки турко-албанцев, ни голод не смогли сломить боевой дух сулиотов.
7 декабря 1803 года началась предполагаемая последней атака турко-албанцев. Но после ещё 5 безуспешных атак Али бежал, поручив своему сыну, Вели, заключить соглашение с сулиотами, лишь бы ушли. Вели пришёл к соглашению с сулиотами.
Заручившись священным для албанца и грека словом «беса», Фотос Дзавелас повёл 13 декабря 1803 года колонну сулиотов из Сули в Паргу, откуда сулиоты переправились на остров Керкира, находившийся, как и другие Ионические острова, под российским контролем.
Часть сулиотов поддалась на уговоры Кицоса Боцариса, сотрудничавшего с Али. Кицос Боцарис убедил их довериться Али.
Последовавшие за Кицосом направились к монастырю Залонго, ожидая когда и куда Али направит их селиться.
16 декабря монастырь был обложен 3 тысячами солдат албанца Бекира, заявившего, что он получил указание отвести сулиотов в Янину, предварительно разоружив их.
Сулиоты «осознали, что стали жертвами самого бесчестного из людей».
Им не оставалось ничего другого, как сразиться и умереть. Сулиоты продержались 2 дня. На третий день стало очевидно, что дольше им не продержаться. Около 60 женщин предпочли смерть позорному плену. Поднявшись на скалу и начав греческий хороводный танец, при каждом круге танца выбрасывали в ущелье своих детей, а затем падали сами. Этот «танец смерти» получил в истории Греции название «Танец Залонго»:A-337.
Сегодня в честь несгибаемого духа этих женщин на скалах Залонго установлен монумент (скульптор Йоргос Зонголопулос, архитектор П. Карадинос).

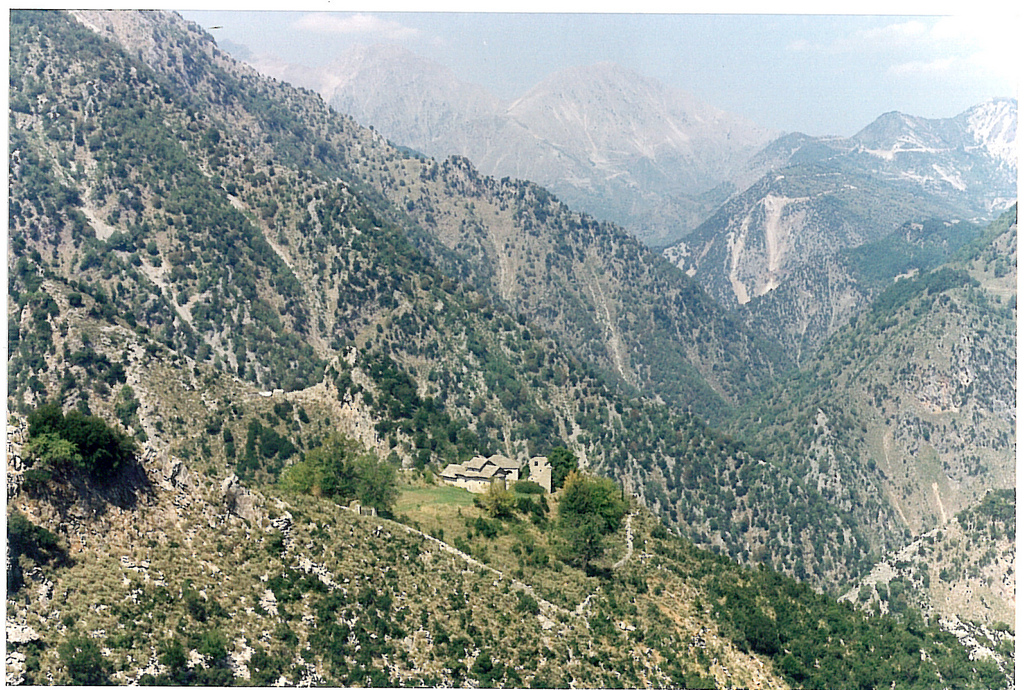
Монастырь Богородицы в Селцо

Остальные сулиоты и сулиотки ночью совершили прорыв, из которого вышли живыми 1150 человек. Ведомые Кицосом Дзавеласом, они направились для большей безопасности к монастырю Богородицы в горах Аграфа, в Селцо.
Но Али не мог успокоиться, «пока последний сулиот в его пределах не будет убит».
Турки осадили монастырь. Сулиоты продержались 4 месяца. Когда турки ворвались в монастырь, более 160 женщин повторили эпизод Залонго, бросившись в реку Аспропотамос, где и приняли смерть вместе со своими детьми. Только 50 бойцам и 1 женщине, возглавляемым Кицосом Боцарисом, среди которых был и его сын Маркос, удалось прорваться в Паргу и переправиться на Керкиру.
Во время этих событий дочь Нотиса Боцариса, пытаясь вынести свою раненную мать и видя что им угрожает плен, бросила мать со скалы в бурную реку, а затем бросилась сама

## Источники

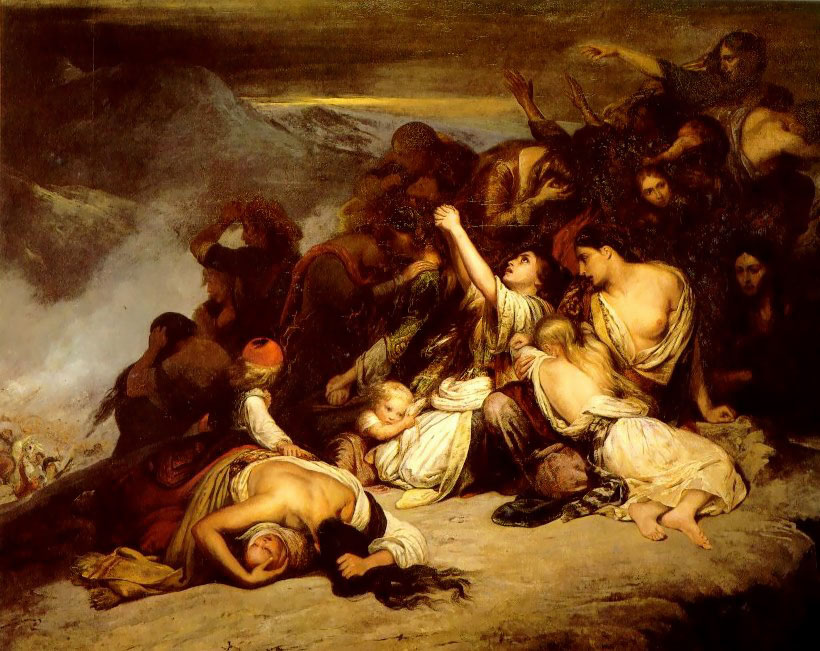
Сулиотки
από Ary Scheffer (1827)

## Песня
В Греции широко известна песня, в ритме танца сиртос, именуемая «Танец Залонго».
(Есть также албанская песня, под этим же названием.).
Один из стихов песни гласит:
Рыба не живёт на суше,
и цветы в песках,
сулиотки не живут
без свободы, в кандалах.
Подменив «сулиотки» на «эллины», сотни расстрелянных греков пели эту песню перед смертью в годы тройной германо-итало-болгарской оккупации 1941—1944 годов и в годы гражданской войны в Греции 1946—1949.
Современный греческий филолог и фольклорист Алексис Политис считает, что песня не может быть прямым образом связана с «Танцем Залонго» 1803 года, так же, как не может быть причислена к «классическим демотическим песням». Политис считает, что это авторская песня конца 19-го века (вероятно из одноимённого театрального представления Пересиадиса) и была записана впервые в 1908 году.
В своей книге «Мифы и идеологемы в современной Греции» Политис не отрицает эпизода Залонго, но считает, что он был идеализирован посредством «Танца».
На основе мелодии этой песни-танца греческий композитор Никос Скалкотас написал свой «Танец Залонго».

## Ревизионизм
Массовые самоубийства женщин, подобные эпизоду в Залонго, неоднократно имели место в истории новейшей Греции, до и после 1803 года. К примеру:
- В Наусе в 1822 году.
- На острове Псара в 1824 году[19].
- В городке Санта в 1921 году, во время понтийского геноцида[20].

То, что выделяет эпизод Залонго в ряду предыдущих и последующих подобных событий, это «Танец».
Современный греческий историк Георгиос Карабелиас высказывает мнение, что в конце 20-го — начале 21-го веков разложение национальных идентитетов посредством разложения национальных «повествований» стало господствующей целью западной исторической и социологической мысли, в особенности когда это касается наций «периферии» с глубокими историческими корнями. Карабелиас именует это «школой», поставившей себе главной целью моменты, к примеру греческой, истории, такие как войны сулиотов и Залонго, занимающие одно из центральных мест в греческом историческом сознании. Эти моменты истории являются значительными в подсознании греков и влияют на их готовность к борьбе. Карабелиас заявляет, что по этой причине предпринимается попытка поставить под сомнение достоверность этих событий и героический характер людей, связанных с ними.
В начале нынешнего века филолог Мария Репуси возглавила группу, написавшую новый школьный учебник современной греческой истории. Придерживаясь так называемой «нейтральной точки зрения» и не огорчая турецких союзников по НАТО, описывая резню в Смирне в 1922 году, Репуси ограничила события фразой «население города столпилось на набережной». Для страны, где четверть населения являются детьми и внуками малоазийских беженцев, для которых события тех лет ещё живы, это был вызов. Соответствующая глава книги была переписана. Репуси получила скандальную известность и её фраза стала предметом насмешек: «в давке погибли армяне в 1915, греки в 1922, евреи и цыгане во Вторую мировую войну и т. д.»
Позже Репуси, игнорируя «Фукидида сулиотов», Христофора Перревоса, делая акцент на разнобое в цифрах и описаниях европейских путешественников и историков, слышавших о эпизоде Залонго, а также на оценку Политиса о «Песне Залонго», охарактеризовала «Танец Залонго» «националистическим мифом». Однако, отвечая на вопросы журналистов, Репуси ограничилась фразой «Каждый народ создаёт национальные мифы».
Карабелиас считает, что Репуси поставила под сомнение не только и не столько «Танец», сколько поставила целью «развеять мифы» и исказить события в истории сулиотов, но и в новейшем историческом сознании греков: «Самосожжения монаха Самуила в Кунги никогда не было. Под сомнением, что Деспо Дзавела взорвала себя в „Башне Димуласа“. Но прежде всего Танец Залонго не только является „националистическим мифом“, но есть вероятность, что сулиотки пали в ущелье в давке с воинами сулиотами! Столпотворение в Смирне, столпотворение в Залонго!».
Нет информации о том, что нечто подобное происходит с «Танцем Залонго» на албанском языке.